# Військово-спортивні ігри
Військово-спортивні ігри — неофіційна назва групи спортивних ігор, які суміщають в собі елементи спортивних змагань та тактику ведення бойових дій.

## Особливості
Військово-спортивні ігри, мають дві основоположні особливості, які й виділяють їх від інших видів спорту.
- Застосування військово-тактичної підготовки — визначальна відмінність від інших видів спорту. Для участі у спортивних іграх слід мати принаймні добре здоров'я та знання правил гри. Гра так само ведеться для досягнення певного результату. Існують також види спорту, які мають у собі військові елементи: біатлон, п'ятиборство, кульова стрільба. Але Військово-спортивні ігри потребують окрім цього і вивчення та практичне застосування елементів тактики піхоти. Тактика піхоти включає у себе індивідуальну та групову підготовку. Індивідуальна підготовка полягає у вивченні способів застосування різних видів зброї, переміщення на полі бою тощо. Групова підготовка полягає у вивченні та застосуванні способів взаємодії піхотинців на рівні «піхотинець-піхотне відділення» (10-12 вояків), відділення — взвод (30 вояків), взвод — рота (90-100 вояків), а також специфіку ведення бойових дій у різних умовах місцевості (ліс, степ, населений пункт тощо) та виконання на ній тактичних маневрів (наступ, оборона, патруль, зачистка, відступ тощо).

- Командність — військово-спортивні ігри в основному є змаганнями двох або кількох команд. Спортсмен-біатлоніст або п'ятиборець змагаються, покладаючись лише на свої сили. У командних спортивних іграх також присутня взаємодія, проте часто вона перетворюється у «обслуговування» командою кількох досвідчених та результативних гравців, досвід та результативність яких забезпечує команді виграш. У військово-спортивних іграх перемога досягається за рахунок тісної взаємодії всіх без винятку членів команди. Особливості ігор накладають відбиток на сценарії гри. У багатьох випадках вони імітують цілісну бойову операцію (шутрм-оборона об'єкта, зустрічний бій, пошуково-рятувальна операція, засідка тощо) або окремі її елементи. Перемога зараховується команді, яка бо «уразила» всіх членів іншої команди, або виконала поставлене завдання згідно з сценарієм гри.

## Види військово-спортивних ігор
Пейнтбол — (англ. Paintball — кулька з фарбою) — військово-спортивна гра з застосуванням ручної пневматичної зброї (маркерів), яка стріляє капсулами з фарбою, що розбиваються при ударі до мішені, фарбуючи її.
Страйкбол — військово-спортивна гра з застосуванням пневматичної та електропнематичної зброї, яка стріляє пластмасовими кульками калібру 6 мм з початковою швидкістю 90 м/с;
Хардбол — (англ. «hard»-жорсткий, «ball»-куля) — військово-спортивна гра, у якій використовується пневматична зброя для розважальних видів стрільби з початковою швидкістю кулі до 180 м/с.
Лазертаг — (від англ. laser — лазер, і tag — позначка) — військово-спортивна гра, у якій використовується лазерний маркер-випромінювач та система датчиків.
Примітка: термін «Зброя» тут вживається умовно, оскільки пейнтбольні маркери, маркери-випромінювачі та страйкбольна електропневматика не є зброєю. Пневматична зброя вільно розповсюджується на території України.

## Огляд
В умовах, коли українська держава є фактично безпомічною у питаннях розвитку дітей та юнацтва, не сприяє розвиткові інституту допризовної підготовки, а також на законодавчому рівні усіляко перешкоджає реалізації прав громадян на самооборону власного життя та здоров'я зі зброєю в руках військово-спортивні ігри стають єдиним засобом, який дозволяє сприяти досягненню наступних цілей.
- Виховних.[джерело?] Є відмінним засобом фізичного розвитку та дозвілля молоді. Разом з іншими динамічними видами спорту військово-спортивні ігри дозволяють дітям та юнацтву поліпшувати своє здоров'я, весело та активно проводити час без шкідливих звичок (вживання алкоголю, наркотичних речовин) та спілкування з антисоціальними елементами (неблагополучні родини, кримінальні злочинці, наркомани тощо). Крім того, через військову реконструкцію допомагає у засвоєнні шкільних предметів (краєзнавство, історія України, всесвітня історія) сприяє прищепленню почуття національної ідентичності та вихованні людини і громадянина;
- Військово-прикладних.[джерело?] Є засобом, який у багатьох аспектах служить підготовці майбутнього вояка. Необхідність застосування під час ігор елементів тактики бойових дій є способом викладення базового курсу піхотної підготовки. У майбутньому це може сприяти притоку до Збройних сил уже підготовлених кандидатів, процес навчання військовим спеціальностям та бойової адаптації яких буде набагато швидшим. Крім того, даний зріз призовників може служити резервом для підготовки сержантських та офіцерських кадрів.
- Практичних.[джерело?] Дозволяє вивчити культуру поводження з нею, а також ази практичної стрільби з різних видів вогнепальної зброї. Дане навчання дозволяє цивільній людині мати навички, які можуть стати у пригоді під час можливого виникнення ситуацій, які загрожують життю та здоров'ю (масові заворушення, державний терор, бойові дії, стихійні лиха тощо).